# Bauska
Bauska (németül: Bauske, litvánul: Bauskė) város Lettország déli részén. A város a második világháborúban nagyon súlyos károkat szenvedett.

## Fekvése
A város Zemgale déli részén, a litván határtól 20 kilométerre fekszik, ahol a Mūsa és a Mēmele összefolyásából kialakul a Lielupe folyó. Bauska a Via Baltica (E67) útvonalon keresztül közvetlenül kapcsolódik az európai úthálózathoz.

## Története
Az első írásbeli feljegyzés Bauskáról 1443-ból származik. Ekkor épült a Német Lovagrend vára.
1701-ben a nagy északi háború idején XII. Károly svéd király elfoglalta, és Lengyelországhoz csatolta Bauskát.

## Lakossága
Bauska lakosságának 77%-a lett, 11%-a orosz, 6%-a litván, 1,4%-a belarusz, 4%-a pedig egyéb nemzetiségű.

## Látnivalók
- A lívek vára, amely remek példája a 15-17. század katonai építészetének. Az építmény legidősebb része az egyetlen erőd, amelyet a Livóniai Rend lőfegyverek használata céljából épített. Az újabb részét – egy lakóhelyül szolgáló kastélyt – bástyákkal, védőfalakkal vették körbe.[2]
- A Rundālei kastély, amely Francesco Bartolomeo Rastrelli, a szentpétervári Ermitázs tervezője által épített kastély, Lettország legimpozánsabb barokk kastélya.

## Bauska testvérvárosai
- Kolomna, Oroszország